# シリウスステークス
シリウスステークスは、日本中央競馬会 (JRA) が阪神競馬場で施行する中央競馬の重賞競走（GIII）である。
競走名の「シリウス（Sirius）」は、おおいぬ座のアルファ星。地球から見える恒星（太陽を除く）では最も明るく、鋭く輝くことから西洋では犬の目に例えられ、中国でも「天狼星」と称される。
正賞は地方競馬全国協会理事長賞。

## 概要
1997年に創設された、ハンデキャップのダート重賞競走。
創設時は阪神競馬場のダート1400mで12月上旬に行われていたが、2001年にJBCスプリントが創設されたことに伴い中央競馬のダート重賞路線も整備され、施行時期が秋の阪神開催に繰り上げられた。
2007年からは阪神競馬場の馬場改修で新設されたダート2000mに変更、2008年からジャパンカップダート（2014年からは「チャンピオンズカップ」に改称のうえ、施行場を中京競馬場に変更）が阪神競馬場のダート1800mで行われるようになると、本競走はジャパンカップダートの重要な前哨戦として位置づけられた。
創設時より外国産馬と地方競馬所属馬が出走可能で、2006年からは外国馬も出走可能な国際競走となった。

### 競走条件
以下の内容は、2022年現在のもの。
出走資格：サラ系3歳以上
- JRA所属馬（外国産馬含む）
- 地方競馬所属馬（4頭まで）
- 外国調教馬（優先出走）
- 2021年10月2日以降2022年9月25日まで1回以上出走馬、3歳未勝利馬・未出走馬を除く。

負担重量：ハンデキャップ

### 賞金
2022年の1着賞金は3800万円で、以下2着1500万円、3着950万円、4着570万円、5着380万円。

## 歴史
- 1997年 - 4歳以上の馬による重賞（GIII[注 1]）として創設、阪神競馬場のダート1400mで施行[6]。当初より外国産馬・地方競馬所属馬（5頭まで）が出走可能[7]。
- 2001年 - 馬齢表示の国際基準への変更に伴い、出走資格を「3歳以上」に変更。
- 2006年 
  - 国際競走に変更され、外国調教馬が4頭まで出走可能となる[8]。
  - 地方競馬所属馬の出走枠を4頭に変更[8]。
- 2007年 - 日本のパートI国昇格に伴い、外国馬の出走枠が8頭に拡大[10]。
- 2016年 - この年のみ「凱旋門賞初売記念 シリウスステークス」として実施される[11]。
- 2020年
  - 京都競馬場の改修工事に伴う開催日割の変更のため中京競馬場ダート1900mで施行（2021年・2022年も同様）[12]。
  - 新型コロナウイルスの感染拡大防止のため、「無観客競馬」として実施[13]。
- 2024年 ｰ 阪神競馬場リフレッシュ工事に伴う開催日割の変更のため中京競馬場ダート1900mで施行[14]。

### 歴代優勝馬
距離はすべてダートコース。
優勝馬の馬齢は、2000年以前も現行表記に揃えている。
| 回数   | 施行日         | 競馬場 | 距離  | 優勝馬             | 性齢 | タイム | 優勝騎手   | 管理調教師 | 馬主                                 |
| ------ | -------------- | ------ | ----- | ------------------ | ---- | ------ | ---------- | ---------- | ------------------------------------ |
| 第1回  | 1997年12月6日  | 阪神   | 1400m | トーヨーレインボー | 牡3  | 1:24.0 | 松永昌博   | 松永善晴   | （有）トーヨークラブ                 |
| 第2回  | 1998年12月12日 | 阪神   | 1400m | マコトライデン     | 牡4  | 1:23.6 | 福永祐一   | 橋本寿正   | 眞壁明                               |
| 第3回  | 1999年12月11日 | 阪神   | 1400m | ゴールドティアラ   | 牝3  | 1.23.1 | 武豊       | 松田国英   | 吉田和子                             |
| 第4回  | 2000年12月9日  | 阪神   | 1400m | マイネルブライアン | 牡3  | 1:23.3 | 藤田伸二   | 宮徹       | （株）サラブレッドクラブ・ラフィアン |
| 第5回  | 2001年9月29日  | 阪神   | 1400m | ブロードアピール   | 牝7  | 1:23.7 | 四位洋文   | 松田国英   | 金子真人                             |
| 第6回  | 2002年9月29日  | 阪神   | 1400m | スターリングローズ | 牡5  | 1:22.4 | 和田竜二   | 北橋修二   | （株）協栄                           |
| 第7回  | 2003年10月5日  | 阪神   | 1400m | マイネルセレクト   | 牡4  | 1:23.1 | 大西直宏   | 中村均     | （株）サラブレッドクラブ・ラフィアン |
| 第8回  | 2004年10月3日  | 阪神   | 1400m | アグネスウイング   | 牡4  | 1:23.1 | 幸英明     | 白井寿昭   | 渡辺孝男                             |
| 第9回  | 2005年10月2日  | 阪神   | 1400m | ブルーコンコルド   | 牡5  | 1:23.9 | 幸英明     | 服部利之   | （株）荻伏レーシング・クラブ         |
| 第10回 | 2006年9月30日  | 中京   | 1700m | メイショウバトラー | 牝6  | 1:43.1 | 佐藤哲三   | 高橋成忠   | 松本好雄                             |
| 第11回 | 2007年9月29日  | 阪神   | 2000m | ドラゴンファイヤー | 牡3  | 2:05.1 | 福永祐一   | 久保田貴士 | 窪田芳郎                             |
| 第12回 | 2008年10月4日  | 阪神   | 2000m | マイネルアワグラス | 牡4  | 2:03.8 | 吉田稔     | 稲葉隆一   | （株）サラブレッドクラブ・ラフィアン |
| 第13回 | 2009年10月3日  | 阪神   | 2000m | ワンダーアキュート | 牡3  | 2:04.5 | 和田竜二   | 佐藤正雄   | 山本信行                             |
| 第14回 | 2010年10月2日  | 阪神   | 2000m | キングスエンブレム | 牡5  | 2:04.4 | 福永祐一   | 石坂正     | （有）サンデーレーシング             |
| 第15回 | 2011年10月1日  | 阪神   | 2000m | ヤマニンキングリー | 牡6  | 2:04.3 | 武豊       | 河内洋     | 土井肇                               |
| 第16回 | 2012年9月29日  | 阪神   | 2000m | ナイスミーチュー   | 牡5  | 2:03.3 | 小牧太     | 橋口弘次郎 | （株）ダノックス                     |
| 第17回 | 2013年9月28日  | 阪神   | 2000m | ケイアイレオーネ   | 牡3  | 2:03.4 | 幸英明     | 西浦勝一   | 亀田和弘                             |
| 第18回 | 2014年10月4日  | 阪神   | 2000m | クリノスターオー   | 牡4  | 2:03.8 | 幸英明     | 高橋義忠   | 栗本守                               |
| 第19回 | 2015年10月3日  | 阪神   | 2000m | アウォーディー     | 牡5  | 2:04.6 | 武豊       | 松永幹夫   | 前田幸治                             |
| 第20回 | 2016年10月1日  | 阪神   | 2000m | マスクゾロ         | 牡5  | 2:01.7 | 秋山真一郎 | 岡田稲男   | 門野重雄                             |
| 第21回 | 2017年9月30日  | 阪神   | 2000m | メイショウスミトモ | 牡6  | 2:03.9 | 古川吉洋   | 南井克巳   | 松本好雄                             |
| 第22回 | 2018年9月29日  | 阪神   | 2000m | オメガパフューム   | 牡3  | 2:01.5 | 和田竜二   | 安田翔伍   | 原禮子                               |
| 第23回 | 2019年9月28日  | 阪神   | 2000m | ロードゴラッソ     | 牡4  | 2:03.5 | 藤岡佑介   | 藤岡健一   | （株）ロードホースクラブ             |
| 第24回 | 2020年10月3日  | 中京   | 1900m | カフェファラオ     | 牡3  | 1:57.8 | C.ルメール | 堀宣行     | 西川光一                             |
| 第25回 | 2021年10月2日  | 中京   | 1900m | サンライズホープ   | 牡4  | 1:57.4 | 幸英明     | 羽月友彦   | 松岡隆雄                             |
| 第26回 | 2022年10月1日  | 中京   | 1900m | ジュンライトボルト | 牡5  | 1:57.7 | 石川裕紀人 | 友道康夫   | 河合純二                             |
| 第27回 | 2023年9月30日  | 阪神   | 2000m | ハギノアレグリアス | 牡6  | 2:04.4 | 岩田望来   | 四位洋文   | 日隈良江                             |
| 第28回 | 2024年9月28日  | 中京   | 1900m | ハギノアレグリアス | 牡7  | 1:57.1 | 岩田望来   | 四位洋文   | 日隈良江                             |

## 同名の競走
重賞競走が創設される以前の1996年まで、同名の特別競走が行われていた。1994年は「中京競馬場開設40周年記念シリウスステークス」として施行。

### 優勝馬
優勝馬の馬齢は、現行表記に揃えている。
| 施行日         | 競馬場 | 距離    | 条件     | 優勝馬             | 性齢 | タイム | 優勝騎手 | 管理調教師 | 馬主       |
| -------------- | ------ | ------- | -------- | ------------------ | ---- | ------ | -------- | ---------- | ---------- |
| 1990年12月2日  | 中京   | 芝1200m | オープン | ホリノウイナー     | 牡3  | 1:09.9 | 内田国夫 | 武邦彦     | 堀内正男   |
| 1991年11月24日 | 中京   | 芝1200m | オープン | ミナモトジュニアス | 牝4  | 1:09.1 | 角田晃一 | 武田作十郎 | 佐藤清     |
| 1992年11月29日 | 中京   | 芝1200m | オープン | サムソンクイーン   | 牝5  | 1:08.7 | 芹沢純一 | 鹿戸幸治   | 田中由子   |
| 1993年11月28日 | 中京   | 芝1200m | オープン | ユウキトップラン   | 牡5  | 1:08.6 | 小島貞博 | 佐山優     | 雪本秀樹   |
| 1994年11月27日 | 中京   | 芝1200m | オープン | エイシンワシントン | 牡3  | 1:07.9 | 熊沢重文 | 内藤繁春   | 平井豊光   |
| 1995年11月26日 | 中京   | 芝1200m | オープン | ニホンピロスタディ | 牡3  | 1:08.0 | 小林徹弥 | 目野哲也   | 小林百太郎 |
| 1996年12月21日 | 阪神   | 芝1200m | オープン | ニシノファイナル   | 牝3  | 1:10.2 | 菊沢隆仁 | 松田正弘   | 西山牧場   |

出典：netkeiba.com
- 1990年、1991年、1992年、1993年、1994年、1995年、1996年